# Tricromia Galleria d'Arte
Tricromia è una Galleria d'Arte, sita a Roma, che collabora e ha collaborato con numerosi e importanti artisti, disegnatori e scultori contemporanei. La galleria accoglie eventi a tempo determinato, così come a tempo indeterminato.

## Storia della galleria
La Galleria d'Arte Tricromia nasce nel 1990 e collabora da subito con artisti contemporanei internazionali. Diventa negli anni successivi anche editore, creando assieme ai suoi artisti pubblicazioni e libri d'arte. Le pubblicazioni porteranno alla nascita di una vera e riconosciuta collana editoriale dedicata ai maggiori artisti internazionali.
All'interno della galleria si sono susseguiti autori come Chiara Rapaccini e il suo Cose da Guardare Cose da Leggere, a cui seguono le pubblicazioni di Lorenzo Mattotti, con Il fantasma nella stanza, La Stanza, Al Finire della Notte e Appunti sul Paesaggio, José Muñoz con L'Arte della Necessità. 
Inoltre Attraverso la Città di Jacques De Loustal, Sketchbook di Stefano Ricci, Il Dettaglio Ignoto di Franco Matticchio, Un Giorno smarrito, di Tommaso Cascella, Quaderno da Notte e A. Parlando Proprio di Corpo di Riccardo Mannelli e il libro di disegni inediti di Federico Fellini.
Nel 2013 la galleria trasferisce la propria sede negli spazi storici della ex Galleria Giulia, con le esposizioni di Tullio Pericoli e Simone Massi impegnati in una nuova proposta editoriale, il  Libro unico d'Artista; segue la mostra di Roberto Perini con Scritti dal nulla e la mostra di Maurizio Quarello sul Manuale di zoologia fantastica di Borges.

## Elenco degli Artisti
- AA.VV. Bacinema
- Benedetta Bonichi
- Chiara Rapaccini
- Claudio Bonichi
- Cristiana Cerretti
- Emanuele Luzzati
- Eva Montanari
- Francesco Tullio Altan
- Franco Matticchioa
- Gipi
- Jacques De Loustal
- José Muñoz
- la scuola marchigiana
- Lisa Ponti
- Lorenzo Mattotti
- Massimo Bucchi
- Maurizio Quarello
- Mauro Cicarè
- Oreste Zevola
- Riccardo Mannelli
- Roberto Catani
- Roberto Innocenti
- Roberto Perini
- Sergio Toppi
- Simone Massi
- Stefano Ricci
- Tommaso Cascella
- Tullio Pericoli